# Баланешти
Баланешти (рум. Dealul Bălăneşti) — гора, найвища вершина Молдови, із висотою 430 м (429 м у деяких посиланнях). Розташована в горах Корнешти.

## Фізико-географічне положення
Гора Баланешти розташовані в центральній частині Молдовського Плато (рум. Plateau Codrilor).
Плато являє собою область молдовської платформи, в які присутні найвищі пагорби, які утворилися через численні зсуви.

## Галерея

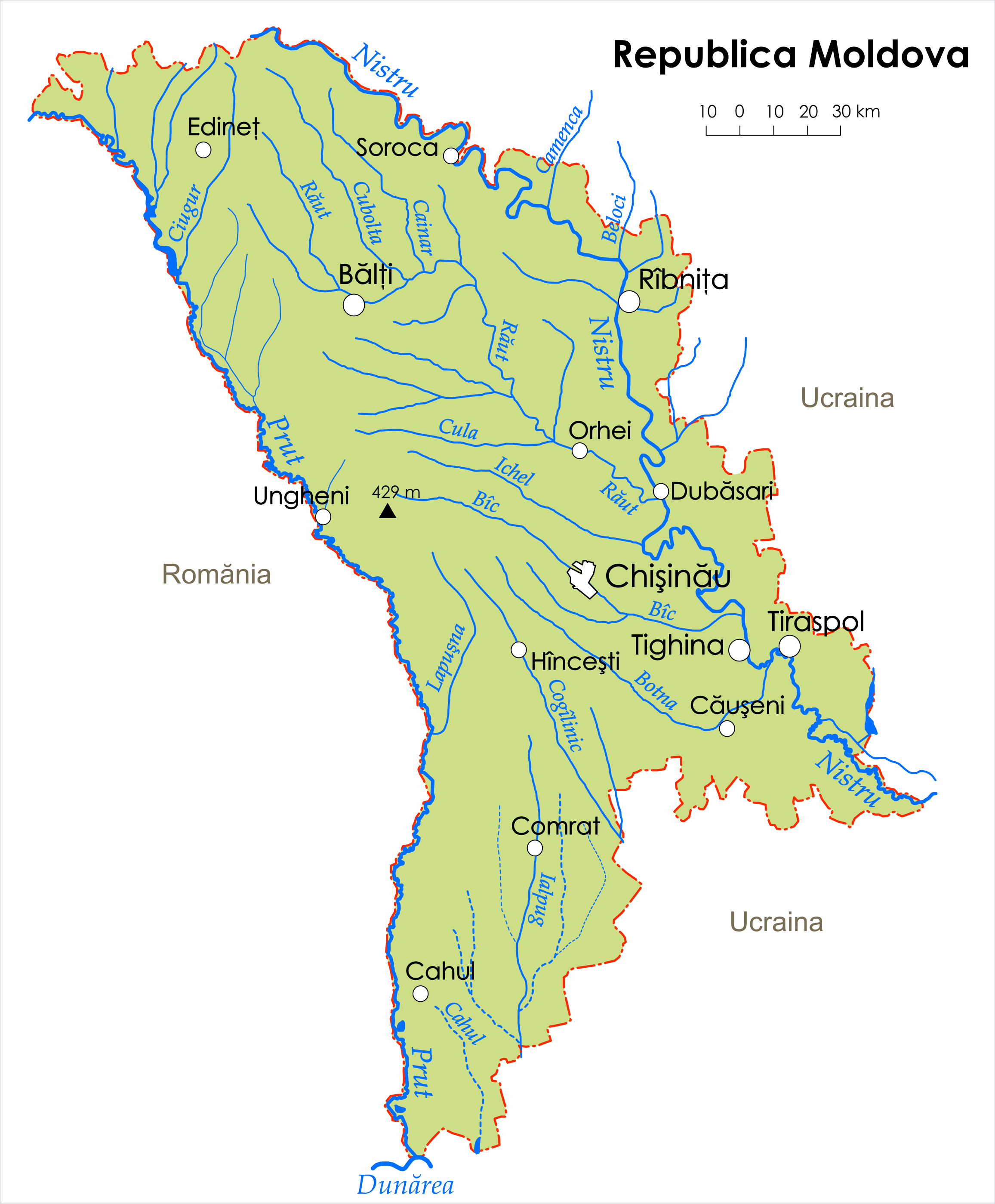
Молдова і гора Баланешти